# Хлорид этилртути
Хлорид этилртути (этилмеркурхлорид) — металлоорганическое соединение ртути с формулой С2H5HgCl. При нормальных условиях образует желтовато-белое твёрдое вещество.

## Получение
Соединение получается действием соляной кислоты на диэтилртуть:
{\displaystyle {\mathsf {Hg(C_{2}H_{5})_{2}+HCl\ {\xrightarrow {}}\ C_{2}H_{5}HgCl+C_{2}H_{6}\uparrow }}}

## Физические свойства
Хлорид этилртути представляет собой желтовато-белое вещество, плавится при 192 °С.

## Химические свойства
- Взаимодействует с ацетиленом в присутствии щелочей:

{\displaystyle {\mathsf {2C_{2}H_{5}HgCl+CH{\text{≡}}CH+2NaOH\ {\xrightarrow {}}\ C_{2}H_{5}{\text{-}}Hg{\text{-}}C{\text{≡}}C{\text{-}}Hg{\text{-}}C_{2}H_{5}+2NaCl+2H_{2}O}}}

## Применение
Применялся как пестицид в смеси с другими пестицидами (например, с γ-гексахлорциклогексаном (12 %) под названием меркуран либо с тальком под названием гранозан).